# Sphenolobopsis himalayensis
Sphenolobopsis himalayensis là một loài rêu trong họ Anastrophyllaceae. Loài này được N. Kitag. mô tả khoa học đầu tiên năm 1975.